# Frank Motz

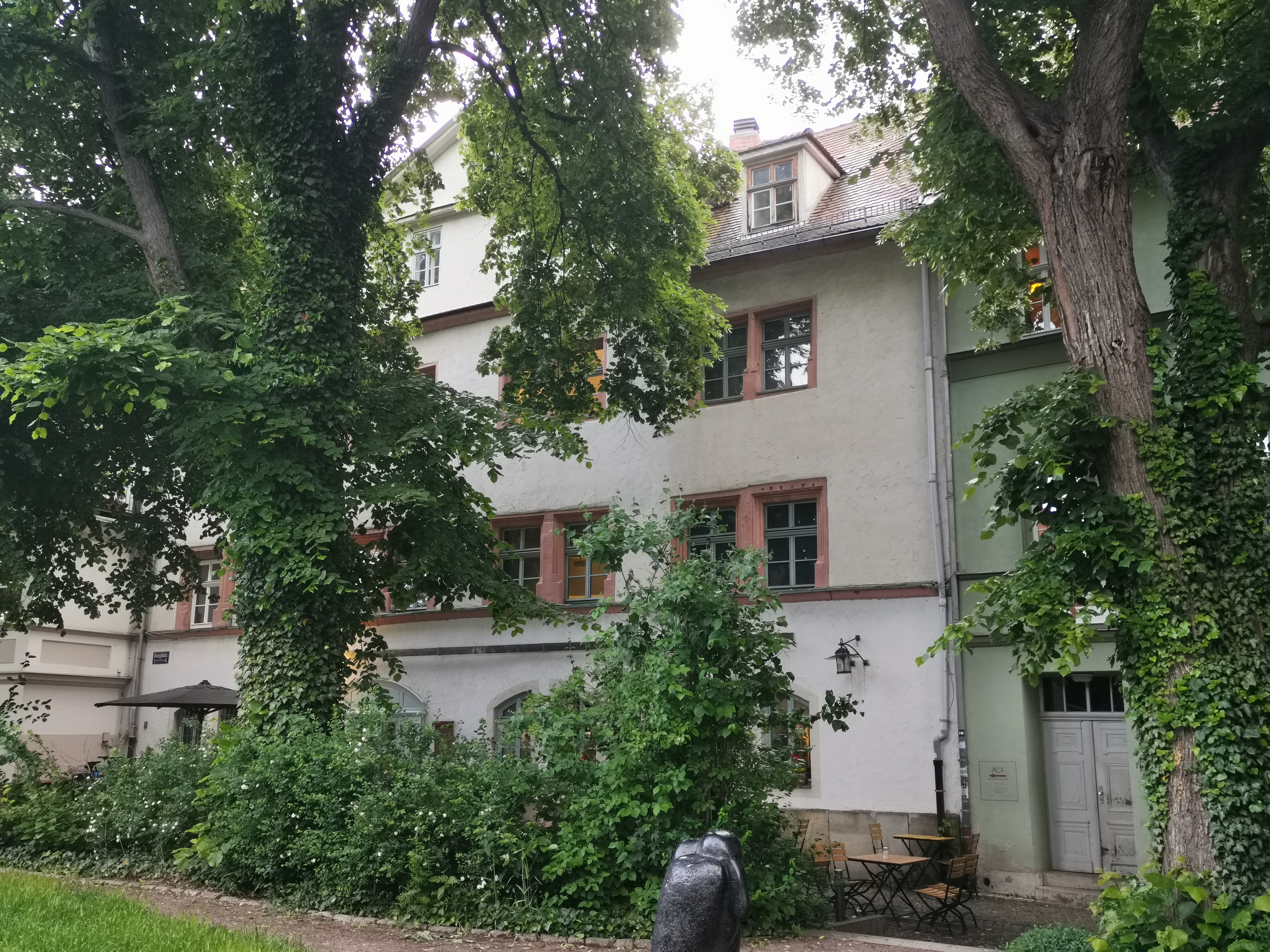
ACC Galerie

Frank Motz (* 1965 in Altenburg) ist ein in Weimar ansässiger Maler und Galerist.

## Werdegang
Motz ist einer der Gründer der ACC Galerie in Weimar und deren Leiter. ACC bedeutet Autonomes Cultur Centrum. Motz gründete 1988 mit Freunden den Kunstverein ACC Galerie Weimar, dessen Direktor und Ausstellungsmacher er ist. Er lernte 2000/01 im Independent Study Program des Whitney Museum of American Art in New York, wo er 2001 als Rechercheur für die Whitney Biennale 2002 arbeitete. Im Jahr 1998 wurde ihm der Weimar-Preis verliehen. Er kritisierte die "Stare-Events 99", die er im Kulturstadtjahr 1999 das Veranstaltungsgefüge in Weimar dominieren sah. Motz ist als Galerist aber auch Leipzig verbunden, denn dort war er von 2002 bia 2014 künstlerischer Leiter der Halle 14. Motz schrieb einen Katalogband über die Jahre 1988 bis 2011 der ACC. Die von ihm mitbegründete ACC Galerie wurde mehrfach ausgezeichnet. Diese Galerie wurde durch die Kulturstiftung des Bundes unterstützt. Motz ist seit 2022 Mitglied im Vorstand der Arbeitsgemeinschaft Deutscher Kunstvereine (ADKV).

## Ehrungen
- 1998 Weimar-Preis